# Prix Acfas Michel-Jurdant
Pour un article plus général, voir Acfas.
Le Prix Acfas Michel-Jurdant est une distinction remise au sein de la francophonie canadienne par l'Acfas. Le prix est remis à une chercheuse ou à un chercheur dont les travaux et le rayonnement scientifique ont eu un effet dans la société en ce qui a trait à la mise en valeur et à la protection de l'environnement. Il est décerné par l'Acfas. Il a été créé en l'honneur de l'écologiste Michel Jurdant en 1985.

## Lauréats
- 1985 - Arnold J. Drapeau, génie
- 1986 - Louis Legendre et Pierre Legendre, océanographie et biologie, Université Laval et Université de Montréal
- 1987 - Michel Maldague, agronomie, Université Laval
- 1988 - Jean Bédard, écologie, Université Laval
- 1989 - Peter G. Campbell et André Tessier, chimie, Université du Québec et INRS-Eau, Terre et Environnement
- 1990 - André Bouchard, biologie, Université de Montréal
- 1991 - Mohamed I. El-Sabh, océanographie, Université du Québec à Rimouski
- 1992 - Claude Hillaire-Marcel, sciences de la terre et de l'atmosphère, Université du Québec à Montréal
- 1993 - Pierre Béland, biologie, Institut national d'écotoxicologie du Saint-Laurent
- 1994 - Jean-Claude Therriault, Institut Maurice-Lamontagne
- 1995 - Donna Mergler, sciences biologiques, Université du Québec à Montréal
- 1996 - Edwin Bourget, biologie, Université Laval
- 1997 - Richard Carignan, sciences biologiques, Université de Montréal
- 1998 - Geraldo Buelna, biotechnologie environnementale, Université Laval
- 1999 - Yves Bergeron, sciences biologiques, Université de Montréal
- 2000 - Michel Fournier, recherche en santé humaine, INRS-Institut Armand-Frappier
- 2001 - Louis Bernatchez, biologie, Université Laval
- 2002 - Éric Dewailly, santé environnementale, Université Laval
- 2003 - Chandra Madramootoo, génie agricole et des biosystèmes, Université McGill
- 2004 - Marc Lucotte, santé environnementale, Université Laval
- 2005 - Lawrence Mysak, sciences atmosphériques, Université McGill
- 2006 - Martin J. Lechowitcz, biologie, Université McGill
- 2007 - Donald L. Smith, sciences végétales, Université McGill
- 2008 - René Laprise, climatologie, Université du Québec à Montréal
- 2009 - Jean-Guy Vaillancourt, écosociologie, Université de Montréal
- 2010 - Christian Messier, écologie forestière, Université du Québec à Montréal
- 2011 - Anne de Vernal, paléo-océanographie, Université du Québec à Montréal
- 2012 - André Roy, géomorphologie fluviale, Université de Waterloo
- 2013 - Jean Bousquet, sciences forestières, Université Laval
- 2014 - Paul del Giorgio, écosystèmes aquatiques, Université du Québec à Montréal
- 2015 - Paule Halley, droit de l’environnement, Université Laval[2]
- 2016 - Anne Bruneau, biologie végétale, Université de Montréal[3]
- 2017 - Marc Amyot, écotoxicologie, Université de Montréal et Michèle Prévost, traitement des eaux, École polytechnique de Montréal[4]
- 2018 - Alfonso Mucci, chimie marine, Université McGill[5]
- 2019 - Beatrix Beisner, écosystème des eaux douces, Université du Québec à Montréal[6]
- 2020 - Sébastien Sauvé, chimie environnementale, Université de Montréal[7]
- 2021 - Jacques Brodeur, sciences biologiques, Université de Montréal[8]
- 2022 - Roxane Maranger, écosystèmes aquatiques, Université de Montréal[9]
- 2023 - Pierre Drapeau[10], sciences forestières et écologie, Université du Québec à Montréal
- 2024 - Philippe Archambault[11], biodiversité marine, Université Laval